# Irma Seydel
Irma Katharina Seydel (Boston, 27 de setembre de 1897 - [...?]) fou una compositora i violinista nord-americana.
Estudia el violí, primer amb el seu pare, Theodore C. Seydel, un violinista nascut a Alemanya i nacionalitzat estatunidenc que va treballar més de 30 anys a l'Orquestra Simfònica de Boston. Irma va estudiar més tard amb Strube i Loeffler. Als quatre anys ja havia fet la primera aparició en públic. Com el seu pare, va ser solista de l'Orquestra Simfònica de Boston i va donar concerts en les principals ciutats alemanyes.
Les seves composicions foren: un Minuet; Indian Dirge, diversos fragments per a violí i alguna melodia vocal.
Va morir no abans de 1954, data en la qual apareix en el cens de la ciutat de Boston.